# المصدر (صحيفة يمنية)
المصدر أونلاين هي صحيفة يمنية ورقية واليكترونية يومية تعنى بالشئون المحلية والدولية وهي تصدر عن مؤسسة المصدر للإعلام في صنعاء.

## تاريخ
في 4 مايو 2009 أوقفت وزارة الإعلام نشر ثماني صحف يومية وأسبوعية مستقلة، جراء تغطيتها لأحداث الجنوب. وهي صحف الأيام و المصدر  و الوطني و الديار و المستقلة و النداء و الشارع و الأهالي . وفي مايو أيضاً، شكلت الحكومة محكمة جديدة لمحاكمة الصحفيين.

## توقف الصحيفة
في ٢٩ مارس ٢٠١٥ اصدرت إدارة الصحيفة بيانا اعلنت فيها تعذر إصدار الصحيفة الورقية بسبب سيطرة مسلحي جماعة الحوثي على مقر الصحيفة.